# Aeroporto Internacional de Malta
O Aeroporto Internacional de Malta (em maltês: Ajruport Internazzjonali ta' Malta) (IATA: MLA, ICAO: LMML) é um aeroporto internacional localizado na cidade de Luqa, em Malta sendo o único aeroporto do país, também serve de hub principal para a empresa aérea Air Malta.

## Estatísticas
Ver a consulta original do Wikidata.

## Companhias Aéreas e Destinos
| Compnhias Aéreas            | Destinos |
| --------------------------- | --- |
| Air Malta (Hub)             | Amsterdã/Amesterdão, Bruxelas, Catania, Dusseldorf, Lisboa (Inicia dia 25/03/18), Londres, Lyon, Marselha, Milão, Moscou, Munique, Paris, Praga, Roma, Tel Aviv, Tunis, Viena, Zurique                                                                     |
| Alitalia                    | Roma |
| British Airways             | Londres |
| Czech Airlines              | |
| EasyJet                     | Londres, Manchester |
| Emirates                    | Larnaca |
| Eurowings                   | Viena |
| Finnair                     | Elsínquia |
| Grand Cru Airlines          | Bruxelas, Roma |
| Jet2                        | East Midlands, Glasgow, Leeds, Manchester, Newcastle |
| Lufthansa                   | Frankfurt, Munique |
| Niki                        | Nurnberg |
| Nowergian                   | Oslo |
| Nowergian Air Internacional | Madrid |
| Olympic Air                 | Atenas |
| Primera Air                 | Pori |
| Ryanair                     | Atenas, Bari, Berlim, Billund, Birmingham, Bolonha, Bruxelas, Catania, Colonia, Dublin, Edinburgo, Eindhoven, Estocolmo, Gdansk, Girona, Karlsruhe/Baden-Baden, Krakow, Leeds, Londres, Milão, Pisa, Poznan, Roma, Turin, Valencia, Veneza, Vilnius, Weeze |
| SAS                         | Estocolmo |
| Swiss                       | Zurique |
| Thomas Cook Airlines        | Birmingham, Bristol, Londres |
| Transavia France            | Paris |
| TUI                         | Birmingham, Londres, Manchester |
| TUI Fly Deutschland         | Hamburgo |
| Turkish Airlines            | Istanbul |
| Volotea                     | Bordeaux |
| Vueling                     | Barcelona |
| Wizz Air                    | Budapeste, Skopje, Sofia, |